# ラブ・ストーリーは突然に
「ラブ・ストーリーは突然に」（ラブ・ストーリーはとつぜんに）は、小田和正の楽曲。シングル「Oh! Yeah!」のカップリング曲で、両A面シングルとして「恋は大騒ぎ」以来1年ぶりのリリース。
1991年2月6日に発売された小田和正のソロとして6枚目のシングル「Oh! Yeah!」に収録され、同年1月期に放送されたフジテレビ系月9ドラマ『東京ラブストーリー』の主題歌として使用された。
当初は『「ラブ・ストーリーは突然に」』というように括弧を付けて表記されていたがベスト・アルバム『Oh! Yeah!』以降、括弧無しで表記されている。

## 誕生まで
『東京ラブストーリー』主題歌の依頼を受けた際、フジテレビのプロデューサー・大多亮から、オフコース時代の「Yes-No」に似た切ない感じの曲が欲しい、というリクエストがあった。しかし、当時ラブソングを歌うことに辟易していた小田が初めに作った曲は、大多の期待していたものとは違っていた。大多は悩みながらも、小田が気分を害するのを覚悟で別の曲を依頼した。すると小田は、「1週間もらえれば、ぐうの音も出ないような曲を作る」と宣言し、改めて作り直したのがこの曲だった。
最初に作った曲は「FAR EAST CLUB BAND SONG」であり、ベスト・アルバム『Oh! Yeah!』に収録されている。この曲は1991年3月、フジテレビで放送された単発のオムニバスドラマ『ラブストーリーは突然に』（『東京ラブストーリー』とは別）のテーマ曲として使われた。
2001年にはスケボーキングにより「TOKIO LV」として、2013年には加藤ミリヤ×清水翔太により「LOVE STORY」としてサンプリングされた。
2002年にリリースされた「自己ベスト」はニューレコーディングバージョンで収録。

## ドラマの主題歌として
佐橋佳幸のギターカッティングによる長めのイントロから始まる。ドラマでは、まずオープニングのタイトルバックで流れるが、この時はイントロが長めにカットされ、イントロ終了近くからスタートしている。またオープニングやドラマ途中などで流れていたドラマ用のミックスと、シングル用のミックスは異なったものであり、ドラマ用のミックスでは、ドラム音などは打ち込み音を強調し、楽器音を前面に押し出したミックスとなっており、シングル用のミックスでは、生ドラム音などの楽器の音圧は抑え目になっており、小田のボーカルを前面に押し出したミックスとなっている（唄い回しも微妙に違う別テイクである）。
ドラマの中では、歌の部分をインストゥルメンタルに変えたバージョンがBGMとして使われた。ドラマ終盤、状況が一変したり、登場人物の心境が大きく変わったりする山場でギターカッティングから始まるこのイントロから歌の部分が毎話挿入され続ける。また、最終回第11話のストーリーのクライマックスである3年後のシーンでのみ、ギターカッティングが完全にミュートされたインストゥルメンタルバージョンが利用され、時間とともに登場人物の環境が一変したことを感じさせるサウンドの演出となっている。
それまでのテレビドラマでは、主題歌と挿入曲には明確な線引きがあり、主題歌がドラマの中で使われることは少なく、挿入されるとしても、インストゥルメンタルにアレンジされたものがBGM的に使われるだけである場合が多かった。
以降、この手法を受け継いだドラマが民放で量産され、特に同じフジテレビの月9枠から、『101回目のプロポーズ』とCHAGE and ASKAの「SAY YES」（1991年）、『素顔のままで』と米米CLUBの「君がいるだけで」（1992年）、『やまとなでしこ』とMISIAの「Everything」（2000年）など、ドラマ・主題歌ともにヒットした作品が次々と生まれた。さらにはNHKの連続テレビ小説でも、『ひらり』においてDREAMS COME TRUEの「晴れたらいいね」を起用しヒットを収めている。

## 小田和正の代表曲として
それまで世間では小田和正は当曲のヒットする2年前に解散したオフコースのリーダー兼リードボーカルとしての認識しか無かったが、この曲のヒット以降、ソロアーティストとしての小田和正も「ヒットメーカー」「ビッグアーティスト」の仲間入りをし、小田のもとにドラマ主題歌やCMソングの依頼が相次ぐようになった。
発売14年後、2005年末にNHKが実施した、紅白歌合戦に関連したアンケート・リクエスト「スキウタ〜紅白みんなでアンケート〜」で、「ラブ・ストーリーは突然に」は白組の第44位にランクインした。
小田自身がTVに出演することが稀なため、発売当時はテレビ番組での披露はされていなかったが、1991年12月3日にフジテレビ系で放送された『FNS歌謡祭』において、「ラブ・ストーリーは突然に」を、メイン会場とは別の会場からの生中継という形で初披露した。この出演が、小田のソロ活動開始後の初のテレビ生出演となった。また、1991年の大晦日に放送された『FNS大感謝祭』においても、この生放送時の映像が放送された。フジテレビで「ラブ・ストーリーは突然に」が紹介される時には、この生放送時の映像が使用されることが多い。また、2000年の『LOVE LOVEあいしてるスペシャル』に小田が出演し、KinKi Kids・篠原ともえ・吉田拓郎と共に「ラブ・ストーリーは突然に」を披露した。
テレビ朝日の『クレヨンしんちゃん』において、野原みさえと野原ひろしが結婚する前に劇中で流れていた曲でもある。
また、2019年に公開された映画『冴えない彼女の育てかた Fine』においても、劇中歌としてこの曲のイントロが使用された。

## 記録
「Oh! Yeah!」の売上げは約270万枚。当時の日本におけるシングルCDの売上げ記録を更新した。オリコンの1991年年間シングルチャート第1位を獲得。プラチナ認定（シングルトラック、日本レコード協会）。

## CDタイトルとして併記される
オリコンでは「Oh! Yeah!/ラブ・ストーリーは突然に」と併記されており、現在でも、CD販売サイト・小田和正の公式サイトなどでは併記されている。
CD自体、ジャケット仕様など両A面のつくりをしている（裏表同じ写真が使われ、そこに同じ様式でそれぞれの曲名が記載されている）。CDの背表紙にも、両曲が併記されている。
しかし小田の他シングルCD、「あなたを見つめて」や「いつか どこかで」も、カップリング曲が映画挿入曲であるため、背表紙には両曲が併記され、ジャケットでも文字の大きさなどの扱いが同等になっている。
ただし、ユニコーンの「働く男」のシングル盤のように、コンセプト上の意図でカップリングを1曲目・A面曲を2曲目としたわけではない。
フジテレビとレコード会社のファンハウスは、「ラブ・ストーリーは突然に」をA面曲として強くアピールし、販売数につなげたいという意向が強かった。特にフジテレビ側より、ドラマ主題歌の「ラブ・ストーリーは突然に」をA面にするよう強い要請があったが、小田本人は思い入れの強い「Oh! Yeah!」をA面にする決心を固めて譲らなかった。対立した意見を仲裁したファンハウスが、打開策として両A面を提案したが、小田はそのような方法は潔くないと嫌った。しかし最終的には自分が折れることにし、ジャケットの両A面仕様での発売に至った、といういきさつを雑誌に明かしている。
上記の事項はこの曲をシングルのA面扱いするかどうかの諍いであり、この曲がヒットしたこと自体には本人も決して否定的ではないことは前々項の事象でも明らかであると思われる。

## カバー
- アーリャ（上坂すみれ） - テレビアニメ「時々ボソッとロシア語でデレる隣のアーリャさん」第7話エンディングテーマとして使用。
- BENI - 『suddenly～ラブ・ストーリーは突然に～』のタイトルで全英歌詞による作品。
- 青木隆治
- 杏里
- 大塚剛央
- 辛島美登里
- 河口恭吾
- クリス・ハート
- DEEP
- Night Tempo×ELAIZA
- 仲宗根泉（HY）
- 中村舞子
- 広瀬香美
- UNIONE
- Scoobie Do - ライブ・リハーサルにて時折演奏[5]。
- スケボーキング - 「TOKIO LV」（サンプリング）[注釈 1]。
- 加藤ミリヤ×清水翔太「LOVE STORY」（サンプリング）[注釈 1]。